# Koljeničica
Koljeničica (lat. Spergularia), biljni rod iz porodice klinčićolike rasprostranjen po gotovo čitavoj Euroaziji, Australiji i Sjevernoj Americi, i velikim dijelovima Afrike i Južne Amerike
Na popisu je oko 60 vrsta (64 kod Kew-a). U Hrvatskoj postoje 2 vrste: Bokoneova i crvena. Slana koljeničica, Spergularia salina J. Presl et C. Presl, sinonim je za Spergularia marina i , Primorska koljeničica, Spergularia maritima (All.) Chiov., sinonim za Spergularia media  subsp. media.
Ime roda umanjenica je imena roda Spergula, i dolazi možda po latinskoj riječi “spargere” (raširiti), jer se biljka širi u svim smjerovima

## Vrste
1. Spergularia aberrans I.M.Johnst.
2. Spergularia andina Rohrb.
3. Spergularia arbuscula (Gay) I.M.Johnst.
4. Spergularia atrosperma R.Rossbach
5. Spergularia azorica (Kindb.) Lebel
6. Spergularia bocconei (Scheele) Graebn., Bokoneova koljeničica
7. Spergularia canadensis (Pers.) G.Don
8. Spergularia capillacea (Kindb. & Lange) Willk.
9. Spergularia collina I.M.Johnst.
10. Spergularia colombiana Rossbach
11. Spergularia confertiflora Steud.
12. Spergularia cremnophila I.M.Johnst.
13. Spergularia denticulata (Phil.) Phil.
14. Spergularia depauperata (Naudin) Rohrb.
15. Spergularia diandra (Guss.) Heldr.
16. Spergularia diandroides L.G.Adams
17. Spergularia doumerguei Foucaud & Monnier
18. Spergularia echinosperma (Celak.) Asch. & Graebn.
19. Spergularia embergeri Monnier
20. Spergularia fasciculata Phil.
21. Spergularia fimbriata Boiss. & Reut.
22. Spergularia flaccida (Madden) I.M.Turner
23. Spergularia floribunda (Gay) Rohrb.
24. Spergularia glandulosa (Jacq.) Heynh.
25. Spergularia hanoverensis E.Simon ex M.Á.Alonso, M.B.Crespo, Mart.-Azorín & Mucina; sp. nov.
26. Spergularia heldreichii Foucaud
27. Spergularia hohuanshanensis S.S.Ying
28. Spergularia kurkae F.Dvorák
29. Spergularia macrorrhiza (Req. ex Loisel.) Heynh.
30. Spergularia macrotheca (Hornem. ex Cham. & Schltdl.) Heynh.
31. Spergularia manicata (Skottsb.) Kool & Thulin
32. Spergularia marina (L.) Besser
33. Spergularia masafuerana Skottsb.
34. Spergularia media (L.) C.Presl, Primorska koljeničica
35. Spergularia melanocaulos Merino
36. Spergularia mexicana Hemsl.
37. Spergularia microsperma (Kindb.) Vved.
38. Spergularia munbyana Pomel
39. Spergularia namaquensis Schltr. ex M.Á.Alonso, M.B.Crespo, Mart.-Azorín & Mucina
40. Spergularia nesophila L.G.Adams
41. Spergularia nicaeensis Burnat
42. Spergularia pazensis (Rusby) Rossbach
43. Spergularia pissisi (Phil.) I.M.Johnst.
44. Spergularia pitardiana Hy ex Pit.
45. Spergularia purpurea (Pers.) G.Don
46. Spergularia pycnantha Rossbach
47. Spergularia pycnorrhiza Foucaud
48. Spergularia quartzicola M.Á.Alonso, M.B.Crespo, Mart.-Azorín & Mucina
49. Spergularia rubra (L.) J.Presl & C.Presl, Crvena koljeničica
50. Spergularia rupicola Lebel
51. Spergularia segetalis (L.) G.Don
52. Spergularia sezer-zenginii Yild.
53. Spergularia spruceana Rossbach
54. Spergularia stenocarpa (Phil.) I.M.Johnst.
55. Spergularia syvaschica Tzvelev
56. Spergularia tangerina P.Monnier
57. Spergularia tasmanica (Kindb.) L.G.Adams
58. Spergularia tenuifolia Pomel
59. Spergularia villosa (Pers.) Cambess.
60. Spergularia ×hybrida Hausskn.
61. Spergularia ×pseudoazorica (Reyn.) P.Fourn.